# キジ・ジョンスン
キジ・ジョンスン（Kij Johnson、1960年1月20日 - ）は、アメリカ合衆国のファンタジー・SF作家。 カンザス州立大学の教員も務めている。

## 経歴
アイオワ州ハーランに生まれる。1982年にセント・オラフカレッジを卒業後、ミネソタ州立大学とカンザス州立大学で創作と文学を学び、2012年にノースカロライナ州立大学で創作の修士号を取得。2012年秋、カンザス州立大学の英文学部でフィクション・ライティングの助教となる。同大学のSF研究センターの副所長も務めている。
ジョンスンはSF&ファンタジー出版社トー・ブックスや、ゲーム出版社TSR（現ウィザーズ・オブ・コースト社）のマネージング・エディター、ダークホースコミックスのコレクションズ・エディター、電子書籍ソフトウェアであるマイクロソフト・リーダーのコンテンツ・エディターなど、出版関連の様々な分野で働いた経験がある。ウィザーズ・オブ・コースト社では、「マジック・ザ・ギャザリング」のコンティニュイティ・マネージャーや、「アドバンスト・ダンジョンズ&ドラゴンズ」のキャンペーンセッティングである「グレイホーク」と「フォーゴトン・レルム」のクリエイティブ・ディレクターを務めた。
シオドア・スタージョン記念賞の選考委員も務めたことがある。
ペンネームの"Kij"は本名Katherine Irenae Johnsonの頭文字をつなげた愛称からきており、「キジ」または「キッジ」のように発音する。

## 主な著作

### 長編
- The Fox Woman (2000)
- Fudoki (2003)

### 短編集
- Tales for the Long Rains (2001)
- At the Mouth of the River of Bees (2012)

### 主な中短編
- "Fox Magic"（1993）- 中編。スタージョン記念賞受賞
- 「26モンキーズ、そして時の裂け目」"26 Monkeys, Also the Abyss"（2008）- 中編。世界幻想文学大賞中編部門、アシモフ誌読者賞 受賞
- 「スパー」"Spar" (2009）- 短編。ネビュラ賞 受賞[4]
- 「ポニー」"Ponies"（2010）- 短編。ネビュラ賞 受賞[5]
- 「霧に橋を架ける」"The Man Who Bridged the Mist"（2012）- 中長編（ノヴェラ）。ヒューゴー賞、ネビュラ賞、アシモフ誌読者賞 受賞[6]
- 『猫の街から世界を夢見る』The Dream-Quest of Vellitt Boe (2016) - 中長編（ノヴェラ）。世界幻想文学大賞中編部門 受賞

1988年に短編”Roadkill"でデビューして以来、3冊の長編と、50本ほどの短編を発表している。2001年には最優秀ファンタジー長編デビュー作家に贈られるクロフォード賞を受賞している。また、2009～2013年のヒューゴー賞最終候補、2008・2010～2013年のネビュラ賞最終候補、2004・2009・2011～2013年の世界幻想文学大賞最終候補になっている。

## 邦訳書
- 『霧に橋を架ける』（三角和代訳、創元海外SF叢書、2014年） - 日本オリジナル編集（At the Mouth of the River of Beesからの抄録）
- 『猫の街から世界を夢見る』（三角和代訳、創元SF文庫、2021年） - The Dream-Quest of Vellitt Boe